# Чемпионат России по следж-хоккею
Чемпионат России по следж-хоккею проводится с 2009 года. Четырежды турнир выигрывал химкинский «Феникс», в 2010 и 2014 годах первое место занимала «Удмуртия» из Ижевска, а в 2013 году победителем была ханты-мансийская «Югра». С сезона 2013/2014 в первенстве участвует восемь команд.

## Участники
- «Башкирские пираты» (Республика Башкортостан)
- «Звезда» (Москва)
- «Сборная Москвы»
- «Удмуртия» (Ижевск)
- «Феникс» (Химки)
- «Сборная Челябинской области»
- «Югра» (Ханты-Мансийск)
- «Ястребы» (Оренбургская область)

## Призёры
| Сезон | Золото   | Серебро       | Бронза        |
| ----- | -------- | ------------- | ------------- |
| 2009  | Феникс   | Удмуртия      | Югра          |
| 2010  | Удмуртия | Белые медведи | Феникс        |
| 2011  | Феникс   | Удмуртия      | Белые медведи |
| 2012  | Феникс   | Удмуртия      | Белые медведи |
| 2013  | Югра     | Феникс        | Белые медведи |
| 2014  | Удмуртия | Феникс        | Югра          |
| 2015  | Феникс   | Югра          | Удмуртия      |